# مستضد الكريات البيضاء البشرية-أ
مستضد الكريات البيضاء البشرية-أ ويُعرف اختصارًا HLA-A، هو مجموعةٌ من مستضدات الكريات البيضاء البشرية، ويُشفر بالموقع الكروموسومي HLA-A، والذي يقع على الكروموسوم البشري 6p21.3.